# Нижньогородський метроміст
Нижньогородський метроміст — суміщений мостовий перехід через Оку в межах Нижнього Новгорода між Молітовським і Канавинським мостами на розі вулиць Вокзальної та Чернігівської.
На верхньому ярусі моста знаходиться автодорога з двома смугами в обох напрямках, на нижньому прокладені колії для потягів Нижньогородського метро перегону «Московська» — «Горьківська».
Введення в експлуатацію в повному обсязі здійснено 4 листопада 2012, одночасно з відкриттям перегону «Московська» — «Горьківська». План розвитку нижньогородського метрополітену передбачає також будівництво другого метромосту в районі Новинок.

## Технічні характеристики
- Довжина:
  - метропроїзд — 1234 м[2],
  - автопроїзд — 1344 м[2].
  - загальна довжина мостового переходу (з підходами) складає 6170 метрів, в тому числі руслова частина 884 метра, з максимальним прогоном 144,5 метра.
- Ширина — 18 метрів.[1]
- Смуг руху — 4шт[1]
- Вартість будівництва 14 млрд рублів[3].

Для скління моста використовуються міцні металоконструкції, що захищають від вітру, дощу і снігу, а також тоноване під бронзу скло, щоб прямі сонячні промені не зліпили машиніста і пасажирів.
Для скріплення рейок і шпал використовуються анкерні рейкові скріплення типу «Пандрол-350». Вони мають високі віброшумоізоляційні властивості, що дозволяє зробити хід потягу набагато тихіше.
Уздовж колій (всередині заскленого об'єму) з обох сторін прокладені евакуаційні тротуари з періодичним встановленими протипожежними дверима, ведучими на службовий прохід із зовнішнього боку нижнього рівня моста.
У будівлі порталу в Нагірній частині розташована додаткова СТП , тому що потягам на цьому перегоні доводиться долати крутий затяжний підйом до станції «Горьківська» .
У липні 2012 року люмінесцентні лампи на мосту були замінені на світлодіодні світильники.
На початку 2013 року на службових проходах із зовнішнього боку нижнього рівня моста були встановлені камери відеоспостереження і охоронні світлодіодні світильники.